# Серебряков переулок
Серебряко́в переулок — переулок в Приморском районе Санкт-Петербурга. Пролегает между улицей Савушкина и Школьной улицей.

## История
Название Серебрякова переулок носил с 1883 по 15 декабря 1952 года. Это название было дано в честь домовладелицы Прасковьи Серебряковой, чей дом, до нашего времени не сохранившийся, находился на пересечении с Мигуновской улицей (ныне в составе улицы Савушкина). В это время переулок шёл от Набережной улицы (ныне Приморский проспект) до Московской улицы (ныне не существует; располагалась между Мигуновской и Дибуновской). В 1909 году переулок был продлён до Школьной улицы.
В конце 1930-х годов Серебряков переулок включался в список улиц, подлежащих переименованию в связи с созвучием названий именам врагов народа, но в итоге переименован не был. 15 декабря 1952 года он был переименован в Котельниковский в честь десятилетия освобождения посёлка Котельниково в декабре 1942 года в ходе Сталинградской битвы. 4 января 1954 года переулку было возвращено его историческое название.
В ходе реконструкции Новой Деревни в 1950-е годы Серебряков переулок потерял участок от Приморского проспекта до улицы Савушкина и в настоящее время соединяет улицу Савушкина со Школьной. Застраивался в начале 1950-х годов домами, построенными пленными немцами.

## Пересечения
- улица Савушкина
- Дибуновская улица
- Школьная улица